# Max Pfannenstiel

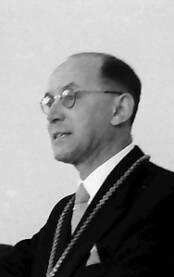
Max Pfannenstiel (1952)

Max Joseph Jakob Pfannenstiel (* 25. Juli 1902 in Wanzenau, Elsass; † 1. Januar 1976 in Freiburg im Breisgau) war ein deutscher Geologe, Paläontologe und Bibliothekar.

## Leben
Pfannenstiels Vater stammte aus Saargemünd und war Notar und Oberregierungsrat in Benfeld sowie Schlettstadt und musste 1918 als deutscher Beamter das Elsass verlassen. Pfannenstiel studierte Geologie an der Universität Heidelberg bei Wilhelm Salomon-Calvi und an der Universität Breslau bei Hans Cloos.
1926 wurde er in Heidelberg promoviert und war danach bis 1930 wissenschaftlicher Assistent am Geologischen Institut der Universität Freiburg. Nach einer Ausbildung zum Bibliothekar in Freiburg und München bekam er 1932 eine Anstellung an der Universitätsbibliothek Freiburg, musste diese Stelle jedoch 1933 aus rassischen Gründen verlassen. Danach arbeitete er im Buchhandel und hatte von 1935 bis 1938 als Stipendiat der Rockefeller Foundation eine Anstellung in der Bibliothek des Völkerbundes in Genf. Danach baute er von 1938 bis 1941 die Bibliothek der Landwirtschaftlichen Hochschule Ankara (Yüksek Ziraat Enstitüsü YZE) auf.
1942 kehrte er nach Deutschland zurück, wo er in Berlin-Wannsee die Bibliothek des Wehrgeologenstabs betreute und an dessen Kartenwerk mitarbeitete. Seiner Rückkehr waren in Baden Auseinandersetzungen vorangegangen, ob er wieder Beamter sein dürfe. Nach den Nürnberger Gesetzen wurde seine „Abstammung“ als  jüdischer Mischling 2. Grades definiert; diese Gruppe durfte 1942 vorübergehend wieder in den Staatsdienst, was Pfannenstiel schon 1939 beantragt hatte. Der Geologe Julius Wilser, der schon durchgängig ab 1933 als Kanzler der Universität Freiburg und ab 1934 als Professor in Heidelberg sowie ab 1939 als Wehrgeologe versucht hatte, die Ernennung von Max Pfannenstiel zum Beamten zu verhindern, benannte ihn in einer Stellungnahme als „Halbjuden“, der nicht in eine Lebens- und Arbeitsgemeinschaft gehöre, deren höchstes Ziel es sei, die Aufgaben des Führers zu erfüllen; das Reichserziehungsministerium dagegen bezog sich auf die aktuelle Anschauung. Letztlich gab es einen geringen Widerspruch zwischen zwei verschiedenen Nazi-Gesetzen, dem Gesetz zur Wiederherstellung des Berufsbeamtentums und dem Deutschen Beamtengesetz vom 26. Januar 1937 in Bezug auf „Mischlinge 2. Grades“, der hier auszunutzen war. Das Ministerium siegte und wies Pfannenstiel eine Stelle als beamtetem Bibliothekar an der Universität Erlangen zu; er wurde dann zur Wehrmacht einberufen.
1946 erhielt Pfannenstiel einen Ruf als Ordinarius für Geologie und Paläontologie an der Universität Freiburg als Nachfolger von Wolfgang Soergel. Neben seiner Funktion als Lehrstuhlinhaber war Pfannenstiel unter anderem von 1949 bis 1950 Dekan der Mathematisch-naturwissenschaftlichen Fakultät und von 1954 bis 1955 Rektor der Universität.
Beim Wiederaufbau des Geologischen Instituts gelang es Pfannenstiel, zahlreiche persönliche Verbindungen zu Kollegen der benachbarten Länder am Oberrhein wiederherzustellen.

## Forschungsschwerpunkte
Pfannenstiels Interesse galt unter anderem der Geologie des Mittelmeeres und seiner Küsten, insbesondere seiner quartären Geschichte, so etwa den Meeresspiegelschwankungen. Außerdem veröffentlichte Pfannenstiel großräumige bathymetrische Mittelmeerkarten.
Bezogen auf die Regionalgeologie erforschte Pfannenstiel die Spuren der Eiszeit in Schwarzwald und Vogesen. Außerdem initiierte er nach 1945 Grabungen in den tertiären Fossilfundstätten des Hegau am Höwenegg.
1956 begann Pfannenstiel mit dem Aufbau des 1972 der Universitätsbibliothek Freiburg eingegliederten Geologen-Archivs. Auf dieser Basis entstanden zahlreiche Publikationen zur Geschichte der Naturwissenschaften, insbesondere der Geologie.

## Mitgliedschaften und Ehrungen
- 1950 korrespondierendes Mitglied der Akademie der Wissenschaften und der Literatur Mainz
- 1952 Mitglied der Leopoldina
- 1955 Mitglied des Istituto Italiano di Paleontologia Umana, Rom
- 1956 Fellow der Paleontological Society of India, Calcutta
- 1961 Dr. h. c. der Universität Besançon
- 1962 ordentliches Mitglied der Heidelberger Akademie der Wissenschaften
- 1966 Officier dans l’Ordre des Palmes académiques
- 1967 Mitglied der Naturforschenden Gesellschaft in Basel
- 1974 Hans-Stille-Medaille der Deutschen Gesellschaft für Geowissenschaften

## Schriften (Auswahl)
Für eine umfassendere Übersicht über die Werke von Max Pfannenstiel siehe Hugo Genser: Schriftenverzeichnis von Prof. Dr. Dr. h. c. Max Pfannenstiel Freiburg i. Br. 1925 — 1976. In: Berichte der Naturforschenden Gesellschaft zu Freiburg. Band 67, 1977, S. 13–19 (zobodat.at [PDF; 711 kB; abgerufen am 22. April 2023]).
- Vergleichende Untersuchungen der Grund- und Deckgebirgsklüfte im südlichen Odenwald. In: Benachrichtigungen der Naturforschenden Gesellschaft Freiburg i. Br.  27, 1927, S. 1–98 (Dissertation).
- Oberrheinischer Fossilkatalog. Band 1: Wirbellose und Wirbeltiere des Palaeozoikums. Band 4: Die Wirbeltiere der Trias und des Jura. Borntraeger, Berlin 1931.
- Gehirnkapseln und Gehirn fossiler Reptilien Eine anatomisch-biologische Studie. Monographien zur Geologie und Paläontologie Heft 6. Borntraeger, Berlin 1932.
- Lorenz Oken und die Universität Freiburg. Freiburg 1938.
- mit Rudolph Zaunick: Lorenz Oken und Johann Wolfgang von Goethe, dargestellt auf Grund neu erschlossener Quellen. In: Sudhoffs Archiv für Geschichte der Medizin und der Naturwissenschaften 33, 1940/41, S. 113–173.
- Die altsteinzeitlichen Kulturen Anatoliens (= Istanbuler Forschungen Bd. 15). Archäologisches Institut des Deutschen Reiches, Berlin 1941.
- Wie trieb man vor hundert Jahren Geologie? In: Mitteilungen des Alpenländischen Geologischen Vereins 34, 1941, S. 81–126 (zobodat.at [PDF]).
- Die diluvialen Entwicklungsstadien und die Urgeschichte von Dardanellen, Marmarameer und Bosporus. In:  Geologische Rundschau 34, 1944, S. 341–434.
- Hundert Jahre europäische Geologie. Springer Verlag, Heidelberg 1948.
- Zur Quartärgeschichte des Donaudeltas. Bonner Geographische Abhandlungen, Heft 6, 1950.
- Lorenz Oken. Sein Leben und Wirken. Freiburger Universitätsreden, Heft 14, 1953.
- Das Quartär der Levante. Akademie der Wissenschaften und Literatur Mainz, Abhandlungen der Math.-naturwiss. Klasse 1952–1957 (4 Teile).
- Die Schwankungen des Mittelmeerspiegels als Folge der Eiszeiten. Freiburger Universitätsreden, Heft 18, 1954.
- Kleines Quellenbuch zur Geschichte der Gesellschaft Deutscher Naturforscher und Ärzte. Springer Verlag, Heidelberg 1958.
- Die Vergletscherung des südlichen Schwarzwaldes während der Rißeiszeit. In: Benachrichtigungen der Naturforschenden Gesellschaft Freiburg i. Br.  48, 1959, S. 231–272.
- Bathymetrische Karten des Östlichen Mittelmeeres mit Erläuterungen. 1960.
- Das Meer in der Geschichte der Geologie. In: Geologische Rundschau 60, 1970, S. 1–72.
- Die Entstehung des Alborameeres aus dem alten Alboraland. 1975.